# Piso da Atenção Básica
O Piso da Atenção Básica (PAB) foi um mecanismo de financiamento do Ministério da Saúde que destinava recursos do Fundo Nacional de Saúde diretamente para o custeio do serviço de atenção primária à saúde dos municípios brasileiros. Foi instituído através da Portaria nº 1.882/GM, de 18 de dezembro de 1997, durante o governo Fernando Henrique Cardoso. O PAB foi dividido em dois componentes: PAB fixo e PAB variável.
O PAB fixo era definido por em um valor per capita anual, portanto era determinado pela número de habitantes do município segundo estimativas do Instituto Brasileiro de Geografia e Estatística (IBGE). A partir de 2013, este valor passou a ser ajustado conforme alguns critérios, de modo que municípios com menor população deveriam receber uma quantia maior por cada pessoa, enquanto o valor per capita ficava progressivamente menor para as cidades mais populosas. Outro critério era baseado na presença de algumas variáveis sociodemográficas e econômicas do lugar. Este repasse era periódico e automático.
O PAB variável tinha seu valor atrelado à adesão a estratégias e programas específicos de interesse do governo federal. Fizeram parte da lista de programas prioritários remunerados pelo PAB variável: Saúde da Família, Agentes Comunitários da Saúde, Saúde Bucal, Núcleo de Apoio à Saúde da Família, Consultório na Rua etc.
Este mecanismo de financiamento corresponde aos princípios do SUS de descentralização e municipalização, aprovados na 9ª Conferência Nacional de Saúde (1992), ao adotar a transferência automática e regular dos recursos de fundo a fundo. Também contribuiu para a habilitação da Gestão Plena da Atenção Básica e da Gestão Plena do Sistema Municipal de Saúde, estabelecidas na   Norma Operacional Básica do SUS 01/96 (NOB/SUS 01/96).
Com o lançamento do Programa Previne Brasil, em 2019, o governo federal modificou as regras de financiamento da atenção primária e extinguiu o PAB, que foi substituído por um modelo com três componentes: capitação ponderada, pagamento por desempenho e incentivo para ações estratégicas.